# Vlado Ilievski
Vlado Ilievski (Strumica, 19. siječnja 1980.) je makedonski profesionalni košarkaš. Visok je 1,90 i težak 82 kg. Igra na poziciji razigravača.

## Vanjske poveznice
- Profil na NLB.com
- Profil na Euroleague.net